# Heikeopsis japonica
O Heikea japonica é uma espécie de caranguejo cujo nome científico faz referência ao épico japonês Heike Monogatari.